# ایالت آزاد براونشوایگ
ایالت آزاد براونشوایگ (به آلمانی: Freistaat Braunschweig) یک ایالت در جمهوری وایمار است که در جمهوری وایمار واقع شده بود.
این ایالت در سال جریان انقلاب آلمان بعد از انحلال دوک‌نشین براونشوایگ تأسیس شد و پس از به قدرت رسیدن نازی‌ها منحل شد. پایتخت آن شهر براونشوایگ بود.